# سالي إدواردز
سالي إدواردز (بالإنجليزية: Sally Edwards)‏ هي تريثلت وصحفية ومدربة رياضية أمريكية، ولدت في 10 سبتمبر 1947 في بينساكولا في الولايات المتحدة.

## وصلات خارجية
- الموقع الرسمي
- سالي إدواردز على موقع الاتحاد الألماني للألترا ماراثون (الإنجليزية)